# Walled Lake
Walled Lake es una ciudad ubicada en el condado de Oakland en el estado estadounidense de Míchigan. En el Censo de 2010 tenía una población de 6999 habitantes y una densidad poblacional de 1.144,09 personas por km².

## Geografía
Walled Lake se encuentra ubicada en las coordenadas 42°32′14″N 83°28′26″O / 42.53722, -83.47389. Según la Oficina del Censo de los Estados Unidos, Walled Lake tiene una superficie total de 6.12 km², de la cual 5.64 km² corresponden a tierra firme y (7.87%) 0.48 km² es agua.

## Demografía
Según el censo de 2010, había 6999 personas residiendo en Walled Lake. La densidad de población era de 1.144,09 hab./km². De los 6999 habitantes, Walled Lake estaba compuesto por el 88.67% blancos, el 4.44% eran afroamericanos, el 0.41% eran amerindios, el 2.81% eran asiáticos, el 0.01% eran isleños del Pacífico, el 1.14% eran de otras razas y el 2.5% pertenecían a dos o más razas. Del total de la población el 3.9% eran hispanos o latinos de cualquier raza.

## Educación
Las Walled Lake Consolidated Schools sirve la ciudad.